# Japanskt gaffelolvon
Japanskt gaffelolvon, Viburnum furcatum är en desmeknoppsväxtart som beskrevs av Carl Ludwig von Blume, Joseph Dalton Hooker och Thoms. Viburnum furcatum ingår i släktet olvonsläktet, och familjen desmeknoppsväxter. Inga underarter finns listade i Catalogue of Life.

## Bildgalleri

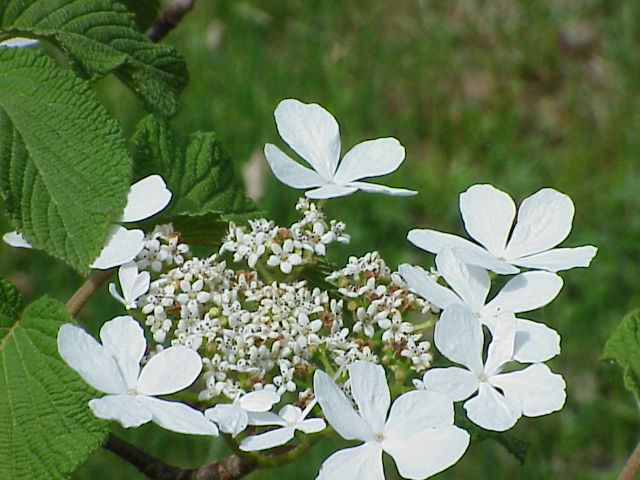